# Stephanie Forrester
Pour les articles homonymes, voir Forrester.
Stephanie Emma Forrester née le 30 avril 1969 à Aberdeen est une triathlète professionnelle écossaise, championne du monde de duathlon en 2000.

## Palmares
Le tableau présente les résultats les plus significatifs (podium) obtenus sur le circuit national et international de triathlon et de duathlon depuis 1998,.
| Année | Compétition                                   | Pays        | Position           | Temps           |
| ----- | --------------------------------------------- | ----------- | ------------------ | --------------- |
| 2003  | Coupe d'Europe - l'étape d'Estoril            | Portugal    | Médaille d'argent  | 2 h 8 min 39 s  |
| 2002  | Coupe d'Europe - l'étape de Copenhague        | Danemark    | Médaille d'or      | 1 h 59 min 57 s |
| 2001  | Coupe du monde - l'étape de Cancún            | Mexique     | Médaille d'argent  | 1 h 45 min 27 s |
| 2000  | Championnats du monde de duathlon             | France      | Médaille d'or      | 2 h 2 min 12 s  |
| 2000  | Championnats britanniques de triathlon sprint | Royaume-Uni | Médaille d'or      | Timing          |
| 2000  | Coupe du monde - l'étape de Tiszaújváros      | Hongrie     | Médaille de bronze | 1 h 56 min 52 s |
| 2000  | Coupe du monde - l'étape de Rio de Janeiro    | Brésil      | Médaille d'argent  | 1 h 58 min 42 s |
| 1999  | Championnats britanniques de duathlon         | Royaume-Uni | Médaille d'or      | Timing          |
| 1999  | Coupe du monde - l'étape de Noosa             | Australie   | Médaille de bronze | 1 h 56 min 32 s |
| 1998  | Championnat d'Europe                          | Autriche    | Médaille de bronze | 2 h 4 min 41 s  |
| 1998  | Championnat britannique                       | Royaume-Uni | Médaille d'or      | Timing          |
| 1998  | Triathlon de Londres                          | Royaume-Uni | Médaille d'argent  | Timing          |